# Jacek Grün
Jacek Grün (ur. 29 marca 1950 w Jaśle, zm. 25 marca 2010 w Białymstoku) – polski dziennikarz, politolog, muzyk.

## Życiorys
Absolwent I Liceum Ogólnokształcącego im. Króla Stanisława Leszczyńskiego w Jaśle, szkoły muzycznej w Rzeszowie i UMCS w Lublinie. Był pierwszym perkusistą zespołu Budka Suflera. 
Od 1975 krytyk muzyczny w „Gazecie Współczesnej” w Białymstoku, następnie w „Kurierze Podlaskim” (1983–1993). W latach 1993–1994 był stałym korespondentem tygodnika „Wprost”. W latach 1994–2001 uprawiał dziennikarstwo śledcze dla tygodnika „NIE”. Długoletni współpracownik tygodnika „Fakty i Mity”.
Od 2004 wykładowca w Wyższej Szkole Finansów i Zarządzania w Białymstoku. Od 2005 prowadził także zajęcia w Wyższej Szkole Administracji Publicznej w Białymstoku. Trener programów pomocowych Unii Europejskiej, specjalista od kształtowania wizerunku (public relations), oraz trener mowy ciała. Współpracował z tygodnikiem „Przegląd” i miesięcznikiem „Dziś”.

## Ważniejsze publikacje
- Podlasie – konserwatyzm czy tradycjonalizm. W: Konserwatyzm na Podlasiu. Redakcja naukowa: prof.dr hab Jerzy Paweł Gieorgica. Wydawnictwo WSFiZ, Białystok 2005
- SLD w medialnej mgle. Dziś, nr 12/2004
- Jako Zbigniew Zieleniuk w zbiorze tekstów tygodnika „NIE” w publikacji "Afery NIE". Urma, Warszawa 1997
- Nowoczesne metody marketingowe w kampaniach wyborczych 2005 roku, w; "Scena polityczna w Polsce i na Podlasiu", red. J.P.Gieorgica, Wyższa Szkoła Administracji Publicznej w Białymstoku, Białystok 2007.